# 爱德华·图宾
爱德华·图宾（1905年6月18日—1982年3月27日），瑞典籍爱沙尼亚作曲家。出生于贫困的渔民家庭，早年在塔尔图学习音乐，后到匈牙利访问，结识了巴托克和柯达伊。苏联占领爱沙尼亚后，图宾于1944年流亡瑞典并入瑞典籍。在瑞典工作期间，他整理了大量巴洛克音乐文献。图宾的早期作品受爱沙尼亚民间音乐的影响较大，晚期作品风格更具现代性，常有焦虑，恐怖的音响特征。在指挥家贾维的宣传下，图宾的作品已逐渐为听众所熟知。